# Christopher Polhem
Christopher Polhammar (18 tháng 12 năm 1661 - 30 tháng 8 năm 1751), được biết đến nhều hơn với tên như Christopher Polhem, tên sau khi được phong tước, là một nhà khoa học, nhà phát minh và nhà công nghiệp người Thụy Điển. Ông đã có những đóng góp đáng kể vào sự phát triển kinh tế và công nghiệp của Thụy Điển, đặc biệt là khai thác mỏ.
Polhem sinh ra trên đảo Gotland. Ngày sinh của ông không thể tìm thấy trong bất kỳ hồ sơ chính thức, chẳng hạn như hồ sơ nhà thờ, vì vậy địa điểm chính xác của sinh là không rõ, nhưng giả định là Visby. 
Ban đầu gia đình Polheim đến từ Áo Pomerania, Đức, từ nơi mà cha của ông, Wolf Christoph Polhammer giao dịch với Visby, nơi ông cuối cùng sẽ định cư để trở thành một đội trưởng. Khi Polhem lên 8 tuổi, cha ông qua đời và mẹ của ông, Christina Eriksdotter Schening từ Vadstena, Östergötland tái hôn. Do của các cuộc xung đột với cha dượng của mình, học phí của mình không còn được trả và Polhem đã được gửi đến sống với người chú của mình ở Stockholm. Trong Stockholm, anh đã học một trường học Đức cho đến khi 12 tuổi khi người chú của ông qua đời, một lần nữa Polhem còn lại mà không có khả năng trả học phí. 
Anh làm việc như một farmhand Vansta, một khu ở Södertörn, Stockholm. Anh nhanh chóng được thăng lên vị trí giám sát, chịu trách nhiệm giám sát và kế toán, mà ông rất thích hợp bởi mối quan hệ của ông đối với toán học. Ông làm việc tại Vansta mười năm, trong khoảng thời gian mà ông đã xây dựng một cuộc hội thảo, nơi ông đã thực hiện các công cụ, sửa chữa và xây dựng máy móc đơn giản để kiếm tiền. 